# Valeriana beddomei
Valeriana beddomei är en kaprifolväxtart som beskrevs av Charles Baron Clarke. Valeriana beddomei ingår i släktet vänderötter, och familjen kaprifolväxter. Inga underarter finns listade i Catalogue of Life.